# Абдулкаримово (Ермекеевский район)
Абдулкаримово (баш. Әбделкәрим) — село в Ермекеевском районе Республики Башкортостан Российской Федерации. Входит в состав Ермекеевского сельсовета.

## География

### Географическое положение
Расстояние до:
- районного центра (Ермекеево): 5 км,
- ближайшей ж/д станции (Приютово): 36 км.

## История
По сведениям переписи 1897 года, в деревне Абдул-Каримова (Печмень-Елга) Белебеевского уезда Уфимской губернии жили 954 человека (473 мужчины и 481 женщина), все мусульмане.
Административный центр, упразднённого в 2008 году Абдулкаримовского сельсовета.

## Население
| 2002 | 2009 | 2010 |
| ---- | ---- | ---- |
| 510  | ↘487 | ↘478 |

Национальный состав
Согласно переписи 2002 года, преобладающие национальности — башкиры (59 %), татары (29 %).

## Известные уроженцы, жители
- Арсланова, Фануза Шарафиевна — народный депутат России (1990—1993), депутат Государственной Думы ФС РФ первого созыва.